# Відгуки минулого (фільм, 2023)
«Відгомони минулого» (англ. The Old Way) — фільм режисера Бретта Доноху в жанрі вестерн 2023 року. Головну роль у ньому грає Ніколас Кейдж.

## Сюжет
Дія фільму відбувається на Дикому Заході. Головний герой — колишній стрілець Колтон Бріггс, який втрачає дружину і тепер має намір помститися її вбивцям. Напарником Колтона стає його 12-річна дочка.

## В ролях
- Ніколас Кейдж — Колтон Бріггс
- Нік Сірсі — маршал Джаррет
- Шайло Фернандес — Бутс
- Клінт Ховард — Юстас
- Абрахам Бенрубі — Великий Майк
- Скайлер Стоун — містер Джефріс
- Бойд Кестнер — Роберт МакКаллістер
- Дін Армстронг — Кларк

## Виробництво
Режисером фільму став Бретт Доноху, він написав сценарій спільно з Карлом В. Лукасом. Зйомки проходили в США, в штаті Монтана. 6 січня 2023 року відбулася світова прем'єра картини.